# Konrad Hurrell

a Compétitions nationales et continentales officielles uniquement.

b Matchs officiels uniquement.
Konrad Hurrell, né le 5 août 1991 à Tongatapu (Tonga), est un joueur de rugby à XIII tongien évoluant au poste de centre, de deuxième ligne ou d'ailier dans les années 2010. Il fait ses débuts professionnels avec Warriors de New Zealand en National Rugby League (« NRL ») en 2012 avant de rejoindre les Titans de Gold Coast en 2016. En 2019, il change de championnat et signe aux Rhinos de Leeds en Super League. Il prend part également à deux éditions de Coupe du monde en 2013 et 2017 avec les Tonga, disputant lors de l'édition 2017 la demi-finale.

## Palmarès
- Collectif :
  - Vainqueur de la Super League : 2022 (St Helens).
  - Vainqueur de la Challenge Cup : 2020 (Leeds).

- Individuel :
  - Nommé dans l'équipe de la Super League : 2019 (Leeds).